# Игнатово (Кимрский район)
Игнатово  — деревня в Кимрском районе Тверской области. Входит в состав Фёдоровского сельского поселения.

## География
Находится в юго-восточной части Тверской области на расстоянии приблизительно 17 км на запад по прямой от районного центра города Кимры в левобережной части района.

## История
Известна с 1678 года как владение В. Н. Юсупова. В 1859 году здесь (деревня Корчевского уезда Тверской губернии) было учтено 20 дворов, в 1887 −30.

## Население
Численность населения: 124 человека (1859 год), 188 (1887), 6 (русские 83 %) в 2002 году, 0 в 2010.